# Rocchetta di Piazza
Die Rocchetta di Piazza ist Teil einer Festungskurtine aus dem 15. Jahrhundert im historischen Zentrum von Cesena in der italienischen Region Emilia-Romagna. Sie liegt an der Piazza del Popolo.

## Geschichte und Beschreibung
Das Gebäude aus Mauerziegeln ist über 20 Meter hoch, gekrönt von einem Wehrgang, der als „Loggetta Veneziana“ bezeichnet wird. Teil der Anlage ist auch der Torrione di Piazza, auch Torrione del Nuti genannt. Auf der Mauer der Kurtine befindet sich eine Inschrift des Zitats, das Dante im Vers XXVII des Inferno über Cesena machte, und das Wappen von Lorenzo Zane (1428–1484), dem Gouverneur des Kirchenstaates in der Zeit des Baus.
Zur Zeit der Malatestas bildete der vorherige Palazzo Antico ein einziges Gebäude mit dem Palazzo del Governatore (heute Palazzo Comunale) und sollte die Residenz der Herren von Cesena bilden.
1466 wurde auf Geheiß von Papst Paul II. und seinem Gouverneur das Gebäude in der heute sichtbaren Funktion fertiggestellt.
Der Torrione del Nuti mit vieleckigem Grundriss wurde vom Architekten Matteo Nuti in Zusammenarbeit mit Angelo Bucci aus Cesena errichtet. Auf diesem kann man das Wappen von Lorenzo Zane sehen und eine Inschrift, die an den Champion des Palla al Bracciale namens Gaetano Familume erinnert.

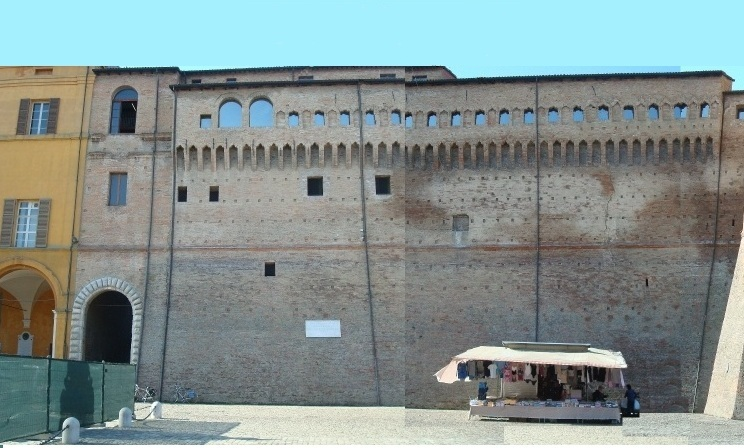
Rocchetta di Piazza mit Loggetta Veneziana
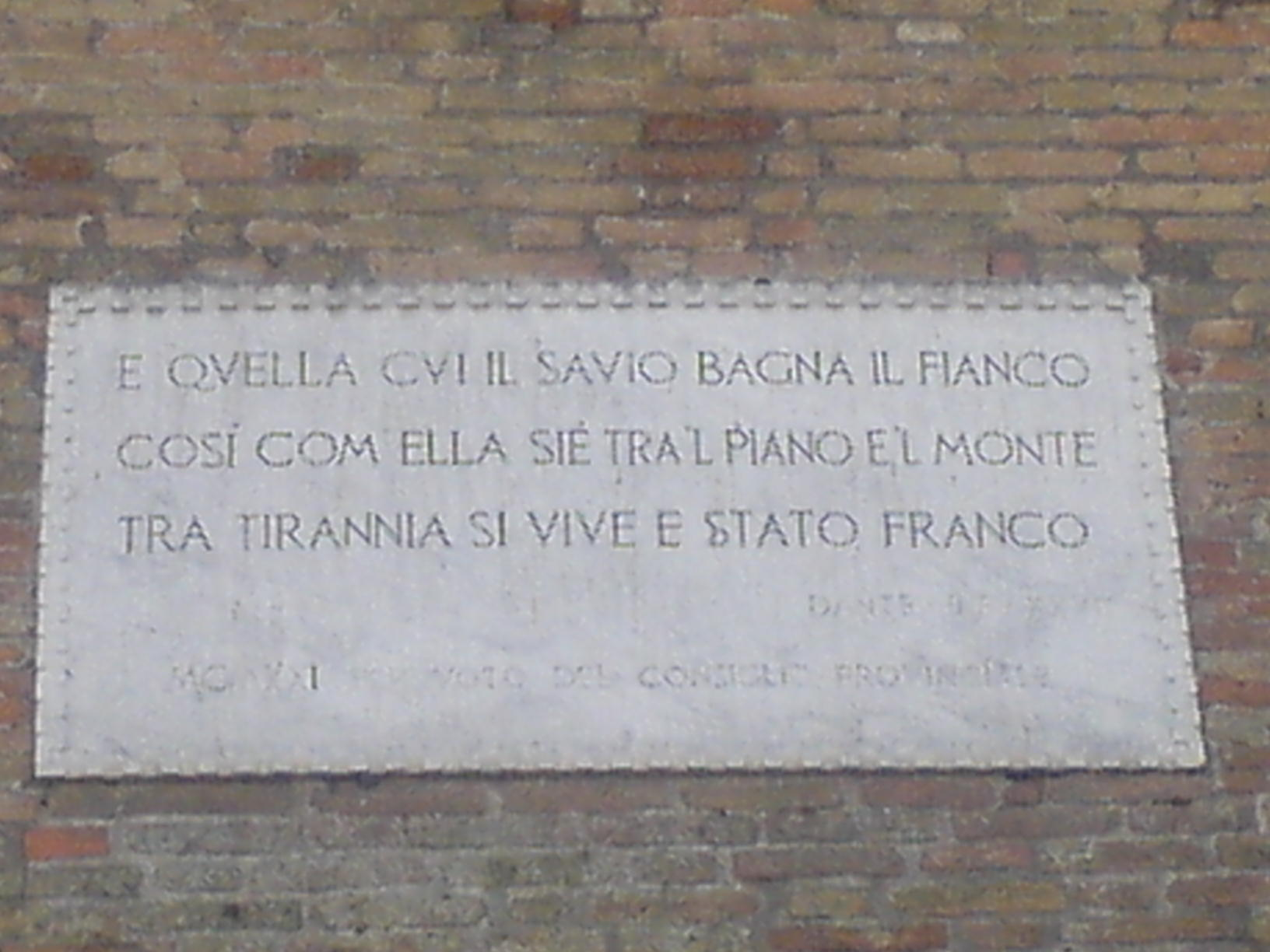
Der Vers der Göttlichen Komödie, der Cesena gewidmet ist, auf der Mauer der Rocchetta di Piazza
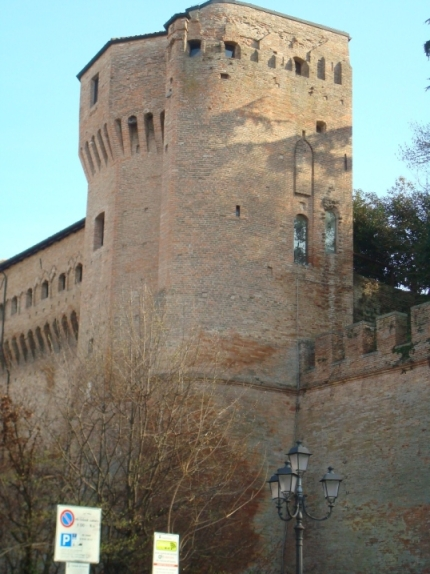
Torrione del Nuti mit Loggetta Veneziana